# غروس (بابويي)
غروس (بالفارسية: گروس) هي قرية تقع في إيران في قسم بابويي الريفي. يقدر عدد سكانها بـ 69 نسمة بحسب إحصاء 2016.